# Marquesado de Bermudo
El marquesado de Bermudo es un título nobiliario español creado en 1689 por el rey Carlos II de España a favor de Juan Ignacio de Chaves y Mendoza con el vizcondado previo de Budarros.

## Marqueses de Bermudo
|                                  | Titular                                         | Periodo                          | Casa                             |
| Creación por Carlos II de España | Creación por Carlos II de España                | Creación por Carlos II de España | Creación por Carlos II de España |
| -------------------------------- | ----------------------------------------------- | -------------------------------- | -------------------------------- |
| I                                | Juan Ignacio de Chaves y Mendoza                | 1689- ¿?                         | Casa de Chaves                   |
| II                               | María Ignacia de Chaves y Enríquez              | ¿? - ¿?                          | Casa de Chaves                   |
| III                              | Juana del Águila y Chaves                       | ¿? -1795                         | Casa de Chaves                   |
| IV                               | José María Manso de Velasco del Águila y Chaves | 1795-1852                        | Casa de Chaves                   |
| V                                | José María Manso de Velasco y Chaves            | 1852-1862                        | Casa de Chaves                   |
| VI                               | José Ignacio Manso de Velasco y Chaves          | 1862-1895                        | Casa de Chaves                   |
| VII                              | Alberto Manso de Velasco y Chaves               | 1895-1922                        | Casa de Chaves                   |

## Historia de los marqueses de Bermudo
- Juan Ignacio de Chaves y Mendoza, I marqués de Bermudo. Le sucedió su hija.

1. Casado con Antonia Mónica Enríquez de Mendoza.

- María Ignacia de Chaves y Enríquez (1707- ¿? ), II marquesa de Bermudo. Le sucedió su hija.

1. Casada con Francisco Agustín del Águila y Osorio (1703-1772), VI marqués de Espeja.

- Juana del Águila y Chaves (1736-1795), III marquesa de Bermudo. Le sucedió su hijo.

1. Casada con Diego Manso de Velasco y Crespo (1723-1789), II conde de Superunda.

- José María Manso de Velasco del Águila y Chaves (1757-1852), IV marqués de Bermudo y III conde de Superunda. Sin descendencia, le sucedió su sobrino.

- José María Manso de Velasco y Chaves (1795-1862), V marqués de Bermudo y IV conde de Superunda. Le sucedió su hijo.

1. Casado con María de los Dolores de Chaves y Artacho (1797-1861), hija del III marqués de Quintanar.

- José Ignacio Manso de Velasco y Chaves (1828-1895), VI marqués de Bermudo y V conde de Superunda. Sin descendencia, le sucedió su hermano.

1. Casado con Isabel María Cristina Queipo de Llano y Gayoso de los Cobos (1836-1899).

- Alberto Manso de Velasco y Chaves (1834-1922), VII marqués de Bermudo, VI conde de Superunda y V marqués de Rivas del Jarama.

1. Casado con María de la Piedad Téllez Girón y Fernández de Velasco (1847-1897), XVII duquesa de Medina de Rioseco.

## Árbol genealógico
| Juan Ignacio de Chaves y Mendoza I marqués de Bermudo ( ¿? - ¿? )                 |                                                                                   |                                                                                   |                                                                                   |                                                                                   |                                                                                   |  |  |                                                                          |                                                                          |                                                                          |                                                                          |                                                                          |                                                                          |  |  |                                                                      |                                                                      |                                                                      |                                                                      |                                                                      |                                                                      |  |  |  |  |  |  |  |  |  |  |
|                                                                                   |                                                                                   |                                                                                   |                                                                                   |                                                                                   |                                                                                   |  |  |                                                                          |                                                                          |                                                                          |                                                                          |                                                                          |                                                                          |  |  |                                                                      |                                                                      |                                                                      |                                                                      |                                                                      |                                                                      |  |  |  |  |  |  |  |  |  |  |
| María Ignacia de Chaves y Enríquez II marquesa de Bermudo (1707- ¿? )             |                                                                                   |                                                                                   |                                                                                   |                                                                                   |                                                                                   |  |  |                                                                          |                                                                          |                                                                          |                                                                          |                                                                          |                                                                          |  |  |                                                                      |                                                                      |                                                                      |                                                                      |                                                                      |                                                                      |  |  |  |  |  |  |  |  |  |  |
|                                                                                   |                                                                                   |                                                                                   |                                                                                   |                                                                                   |                                                                                   |  |  |                                                                          |                                                                          |                                                                          |                                                                          |                                                                          |                                                                          |  |  |                                                                      |                                                                      |                                                                      |                                                                      |                                                                      |                                                                      |  |  |  |  |  |  |  |  |  |  |
| Juana del Águila y Chaves III marquesa de Bermudo (1736-1795)                     |                                                                                   |                                                                                   |                                                                                   |                                                                                   |                                                                                   |  |  |                                                                          |                                                                          |                                                                          |                                                                          |                                                                          |                                                                          |  |  |                                                                      |                                                                      |                                                                      |                                                                      |                                                                      |                                                                      |  |  |  |  |  |  |  |  |  |  |
|                                                                                   |                                                                                   |                                                                                   |                                                                                   |                                                                                   |                                                                                   |  |  |                                                                          |                                                                          |                                                                          |                                                                          |                                                                          |                                                                          |  |  |                                                                      |                                                                      |                                                                      |                                                                      |                                                                      |                                                                      |  |  |  |  |  |  |  |  |  |  |
|                                                                                   |                                                                                   |                                                                                   |                                                                                   |                                                                                   |                                                                                   |  |  |                                                                          |                                                                          |                                                                          |                                                                          |                                                                          |                                                                          |  |  |                                                                      |                                                                      |                                                                      |                                                                      |                                                                      |                                                                      |  |  |  |  |  |  |  |  |  |  |
| José María Manso de Velasco del Águila y Chaves IV marqués de Bermudo (1757-1852) | José María Manso de Velasco del Águila y Chaves IV marqués de Bermudo (1757-1852) | José María Manso de Velasco del Águila y Chaves IV marqués de Bermudo (1757-1852) | José María Manso de Velasco del Águila y Chaves IV marqués de Bermudo (1757-1852) | José María Manso de Velasco del Águila y Chaves IV marqués de Bermudo (1757-1852) | José María Manso de Velasco del Águila y Chaves IV marqués de Bermudo (1757-1852) |  |  | Joaquín Manso de Velasco del Águila y Chaves (1760-1796)                 | Joaquín Manso de Velasco del Águila y Chaves (1760-1796)                 | Joaquín Manso de Velasco del Águila y Chaves (1760-1796)                 | Joaquín Manso de Velasco del Águila y Chaves (1760-1796)                 | Joaquín Manso de Velasco del Águila y Chaves (1760-1796)                 | Joaquín Manso de Velasco del Águila y Chaves (1760-1796)                 |  |  |                                                                      |                                                                      |                                                                      |                                                                      |                                                                      |                                                                      |  |  |  |  |  |  |  |  |  |  |
| José María Manso de Velasco del Águila y Chaves IV marqués de Bermudo (1757-1852) | José María Manso de Velasco del Águila y Chaves IV marqués de Bermudo (1757-1852) | José María Manso de Velasco del Águila y Chaves IV marqués de Bermudo (1757-1852) | José María Manso de Velasco del Águila y Chaves IV marqués de Bermudo (1757-1852) | José María Manso de Velasco del Águila y Chaves IV marqués de Bermudo (1757-1852) | José María Manso de Velasco del Águila y Chaves IV marqués de Bermudo (1757-1852) |  |  | Joaquín Manso de Velasco del Águila y Chaves (1760-1796)                 | Joaquín Manso de Velasco del Águila y Chaves (1760-1796)                 | Joaquín Manso de Velasco del Águila y Chaves (1760-1796)                 | Joaquín Manso de Velasco del Águila y Chaves (1760-1796)                 | Joaquín Manso de Velasco del Águila y Chaves (1760-1796)                 | Joaquín Manso de Velasco del Águila y Chaves (1760-1796)                 |  |  |                                                                      |                                                                      |                                                                      |                                                                      |                                                                      |                                                                      |  |  |  |  |  |  |  |  |  |  |
|                                                                                   |                                                                                   |                                                                                   |                                                                                   |                                                                                   |                                                                                   |  |  | José María Manso de Velasco y Chaves V marqués de Bermudo (1795-1862)    |                                                                          |                                                                          |                                                                          |                                                                          |                                                                          |  |  |                                                                      |                                                                      |                                                                      |                                                                      |                                                                      |                                                                      |  |  |  |  |  |  |  |  |  |  |
|                                                                                   |                                                                                   |                                                                                   |                                                                                   |                                                                                   |                                                                                   |  |  |                                                                          |                                                                          |                                                                          |                                                                          |                                                                          |                                                                          |  |  |                                                                      |                                                                      |                                                                      |                                                                      |                                                                      |                                                                      |  |  |  |  |  |  |  |  |  |  |
|                                                                                   |                                                                                   |                                                                                   |                                                                                   |                                                                                   |                                                                                   |  |  |                                                                          |                                                                          |                                                                          |                                                                          |                                                                          |                                                                          |  |  |                                                                      |                                                                      |                                                                      |                                                                      |                                                                      |                                                                      |  |  |  |  |  |  |  |  |  |  |
|                                                                                   |                                                                                   |                                                                                   |                                                                                   |                                                                                   |                                                                                   |  |  | José Ignacio Manso de Velasco y Chaves VI marqués de Bermudo (1828-1895) | José Ignacio Manso de Velasco y Chaves VI marqués de Bermudo (1828-1895) | José Ignacio Manso de Velasco y Chaves VI marqués de Bermudo (1828-1895) | José Ignacio Manso de Velasco y Chaves VI marqués de Bermudo (1828-1895) | José Ignacio Manso de Velasco y Chaves VI marqués de Bermudo (1828-1895) | José Ignacio Manso de Velasco y Chaves VI marqués de Bermudo (1828-1895) |  |  | Alberto Manso de Velasco y Chaves VII marqués de Bermudo (1834-1922) | Alberto Manso de Velasco y Chaves VII marqués de Bermudo (1834-1922) | Alberto Manso de Velasco y Chaves VII marqués de Bermudo (1834-1922) | Alberto Manso de Velasco y Chaves VII marqués de Bermudo (1834-1922) | Alberto Manso de Velasco y Chaves VII marqués de Bermudo (1834-1922) | Alberto Manso de Velasco y Chaves VII marqués de Bermudo (1834-1922) |  |  |  |  |  |  |  |  |  |  |